# コブハクチョウ

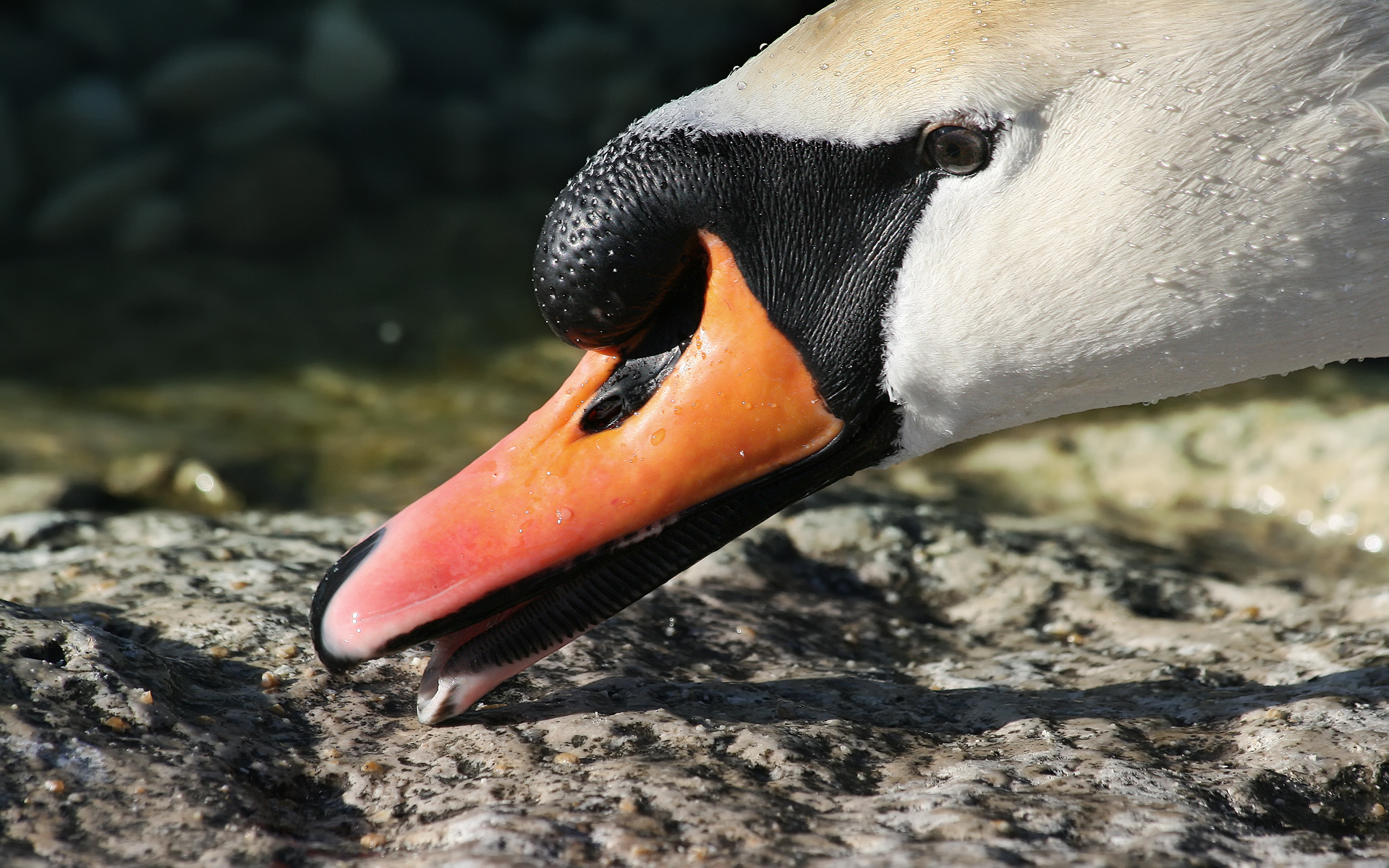
くちばし付け根にコブ状の黒い裸出部がある

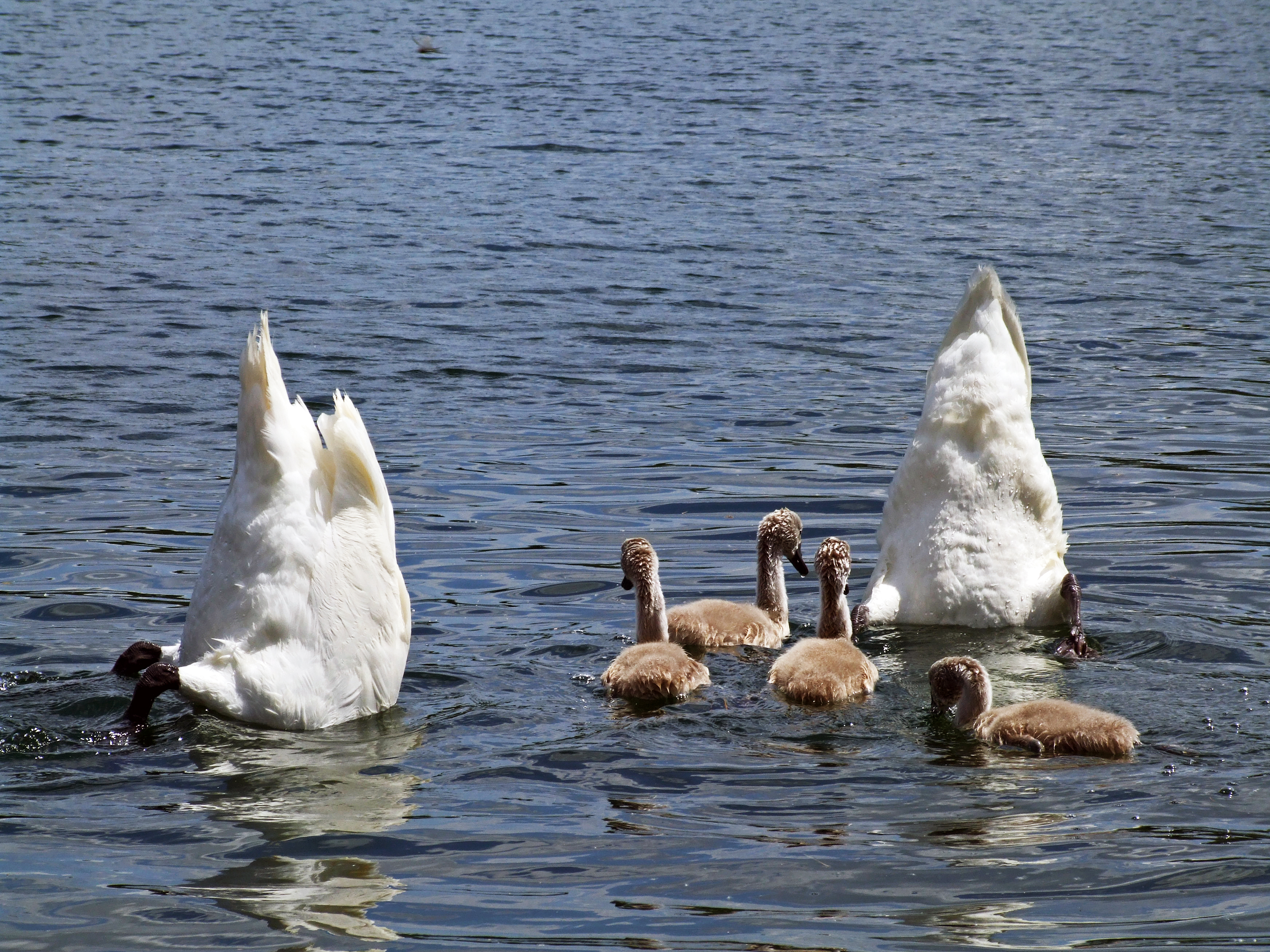
水生植物を摂餌するコブハクチョウのつがい

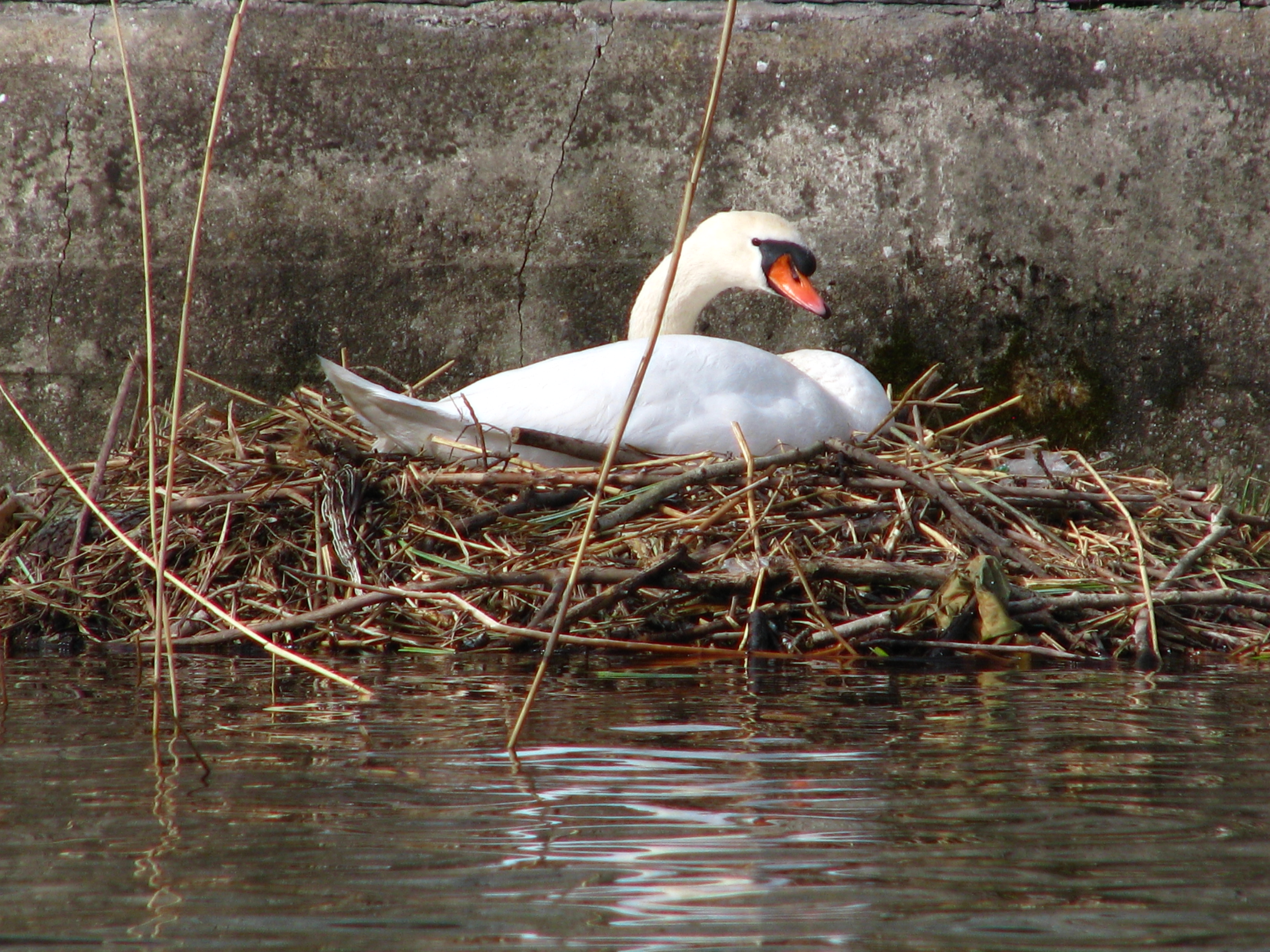
コブハクチョウの巣

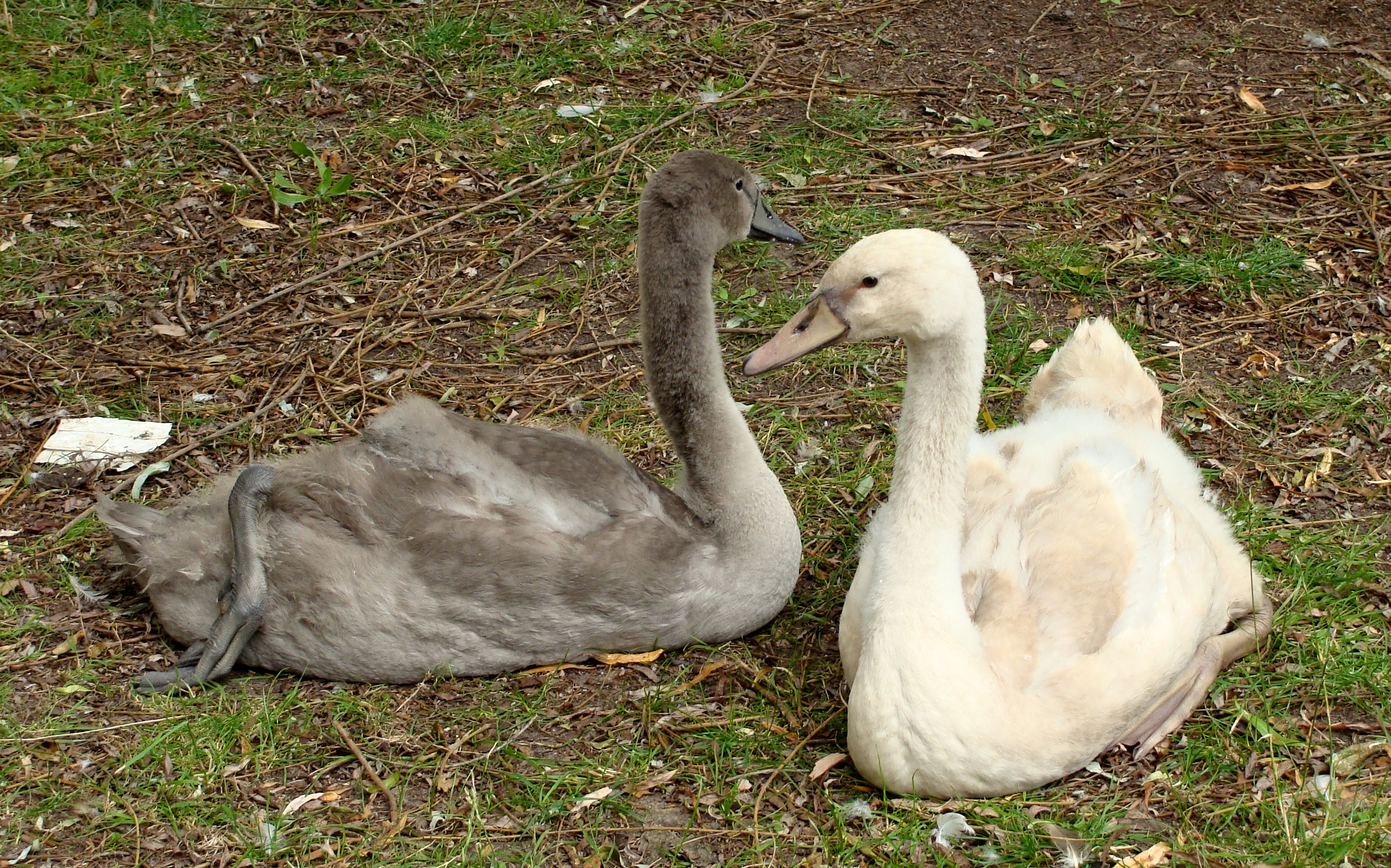
ポーリッシュ個体（右）

コブハクチョウ（瘤白鳥、学名：Cygnus olor）は、カモ目カモ科ハクチョウ属に分類される鳥類で、白鳥の一種。日本には本来分布していない外来種。

## 分布
ヨーロッパ、中央アジアを中心に生息する。繁殖のため渡りをする。中国東部や朝鮮半島で越冬する個体もあり、1933年11月には日本の伊豆諸島八丈島で迷鳥としての記録がある。
日本列島では北海道から九州まで各地で記録があり、定着している地域もある。他にも北アメリカ東部、南アフリカ、オーストラリア、ニュージーランドなど世界各地に移入されている。

## 形態
成鳥は全長約150cm。雌雄同色であり、全身白色の大型の水鳥である。扁平なくちばしはオレンジ色で、くちばし上部の付け根に黒いコブのような裸出部があり、名前の由来になっている。ヒナの羽毛（幼綿羽とその後に生える幼羽）は灰色のことが多いが、白色の個体もいる。この羽色の変異は、一部に信じられているように性別による羽色の差異ではなく、遺伝的多型で、雌雄にかかわらず、同じ親から白色型も灰色型も生まれる可能性がある。原産地のヨーロッパでは、東に行くほど白色型の頻度が高くなることが知られ、このため白色型をポーリッシュ（Polish variety、「ポーランドの色変わり」の意）と呼ぶ。

## 生態
マコモなどの植物を食べ、日本では水稲の食害が発生している。餌付けされている個体もいる。
水辺にヨシや水草を積み重ねて大きな巣を作る。産卵数は5～7個程度で、メスが抱卵する。

## 外来種問題
日本では1952年に飼い鳥として、ヨーロッパから移入したものが公園や動物園などで飼育された。しかし、飼育個体の一部が野生化し、各地に定着している。1975年に北海道の大沼国定公園につがいが観賞用に導入され、生まれた雛のうち7羽が1977年からウトナイ湖に定着し、1978年から繁殖を始めた。ウトナイ湖の個体は茨城県霞ヶ浦に渡り越冬していることが確認されている。鹿児島県の藺牟田池では約50羽、山梨県の山中湖では約20羽が周年生息している。
オーストラリアでは、1886年から1920年代までの間に移入された。現在でも、多数の繁殖コロニーが存在している。
千葉県印西市の手賀沼および手賀川では、200羽近く（2021年）が集結し年間通じて留まって繁殖している。他の鳥類や植物ほか環境に影響を与える可能性が指摘されており、例えばオオヒシクイとの生息地をめぐる競争が挙げられる。営巣期には強い縄張り行動をみせ、ウトナイ湖では1988年からアカエリカイツブリが繁殖期に見られなくなった原因に、コブハクチョウの増加による影響が懸念されている。霞ヶ浦ではレンコンや在来植生の、手賀沼周辺では水稲の食害が問題化している。愛知県は「自然環境の保全及び緑化の推進に関する条例」によって本種の放逐を禁止している。

## Status
LEAST CONCERN (IUCN Red List Ver. 3.1 (2001))

## 人間との関係
ある程度の距離まで人間が近づくと鳥に「攻撃」されることがあるが、このような鳥の行動は、育雛中の親鳥によることがままある。
コブハクチョウも例外ではなく、親鳥は雛を守るために人間に「攻撃」することがあるが、このような行動は親鳥の立場から見れば雛を守るための「防衛」である。ハクチョウは巨体を飛行させるために翼の力が大変に強い上に水辺をテリトリーとするため、翼で殴って昏倒させた人間の頭を上から水中に抑え付けて殺害してしまった例すら記録されている。
コブハクチョウの大きさでこのような行動を受けた人間は驚くため、二次的な被害が発生することもある。
北海道ウトナイ湖では地元のバードウォッチャーがコブハクチョウから「攻撃」されて骨折する事故が発生したことがある。
ハクチョウの中でも優雅な姿が好まれ、古代ローマの頃から飼育が始まっていた。中世ヨーロッパでは「王の鳥」と讃えられた。西洋では古来より「ハクチョウが鳴き声を上げるのは死期が迫った時だけ」と言う俗信があり（スワン・ソング (伝承)）、本種はそれに因んでMute（無音）と名付けられた。最も実際には全く啼かないと言う事は無く、必要に応じて様々な鳴き声を上げる事が知られている。
イギリスでは伝統的に、高級料理としてハクチョウの肉が供されていた。12世紀にはイングランドに生息するハクチョウは全て王家の財産とする法律が成立し、ハクチョウを傷つけた者は反逆罪に問われた。この法律は現在でもイギリス王室に引き継がれており、イギリス国内のコブハクチョウを含む野生のハクチョウは、全て王室の所有物とされている。また、これに関連して白鳥調べという行事がある。

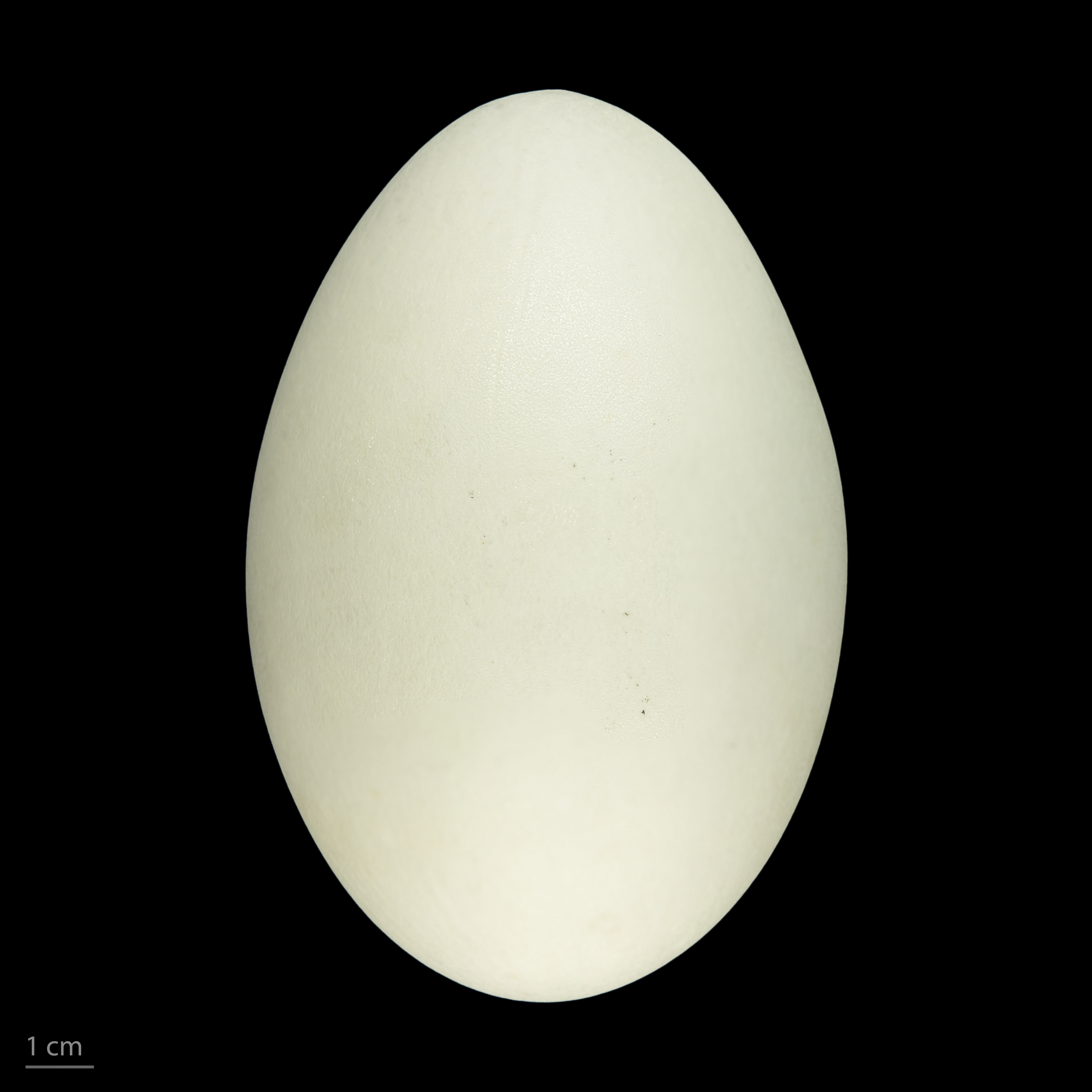
コブハクチョウの卵

『みにくいアヒルの子』の作者ハンス・クリスチャン・アンデルセンの母国デンマークでは国鳥に指定されている。
皇居の濠で1953年から放鳥飼育されており、皇居がある東京都千代田区は1984年に「区の鳥」とした。
日本では5円普通切手の意匠になった。
- 1971年（昭和46年）11月10日発売
- 2010年（平成22年）11月29日書体変更の発表[14]
- 2015年（平成27年）9月30日販売終了[15]